# Di meliora piis

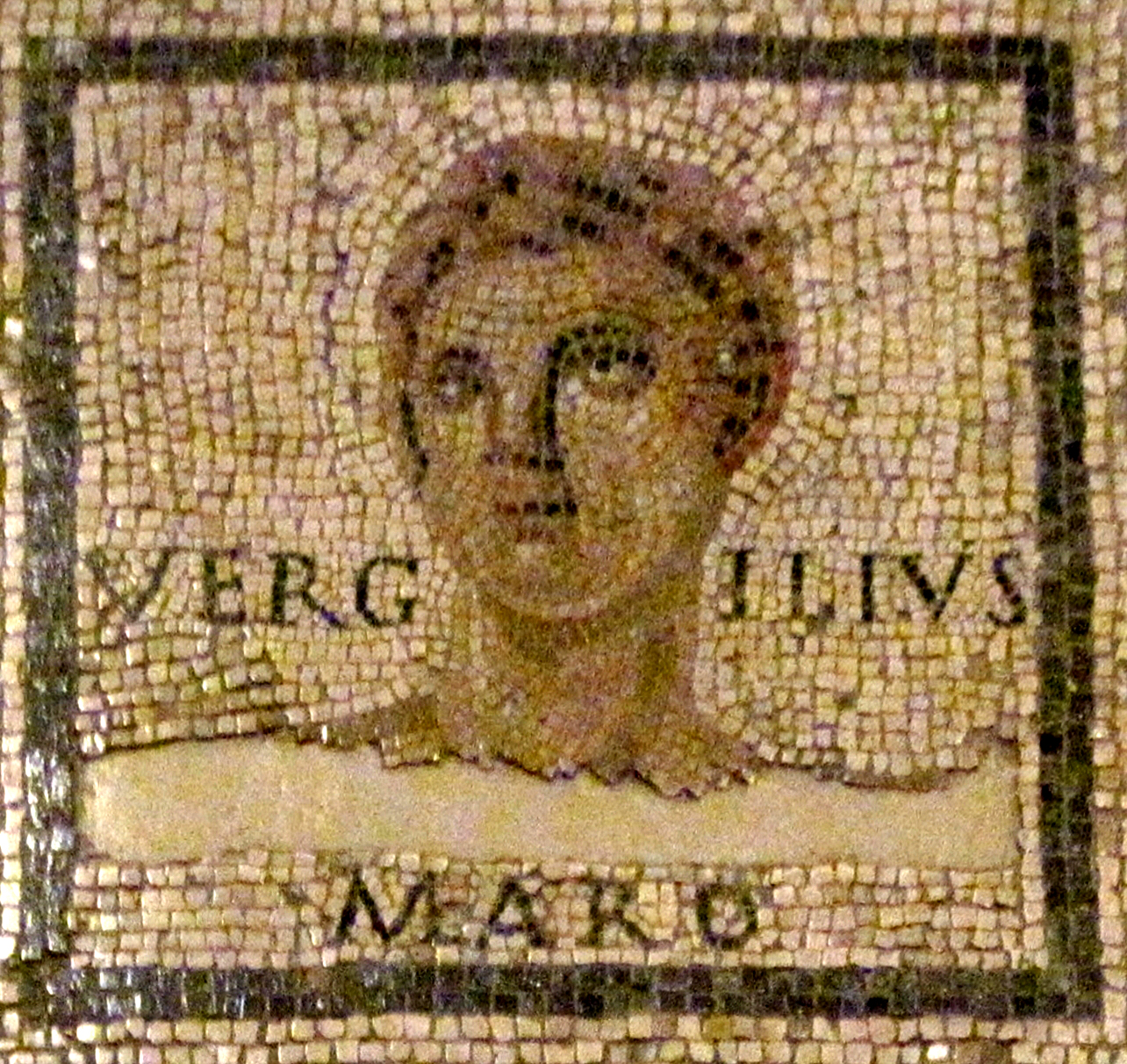
Rappresentazione di Virgilio(Monnus-Mosaic, Rheinisches Landesmuseum Treviri)

Di meliora piis: l'espressione, tradotta letteralmente, significa che gli dei concedano [tempi] migliori agli uomini pii. (Virgilio, Georgiche III, 513).
Virgilio fa questa invocazione dopo la descrizione delle miserie prodotte dalla peste.

Nell'uso corrente lo si indirizza alle persone colpite da qualche lutto, o provate dalla sventura, per augurare loro tempi migliori. 